# Przytyk

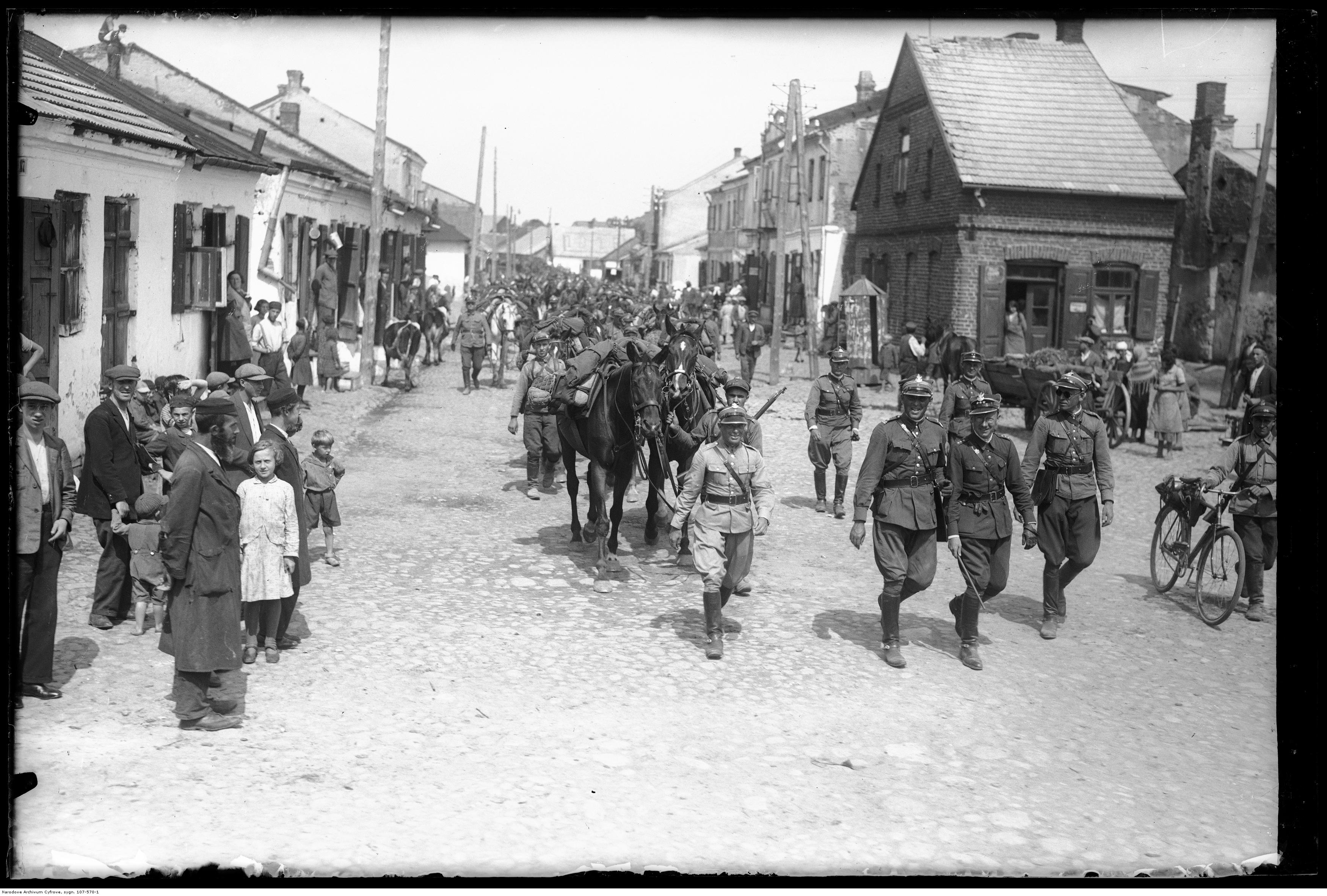
Manewry 1 Pułku Strzelców Konnych – pobyt w Przytyku, po lewej stronie widoczni żydowscy mieszkańcy wsi, 1933

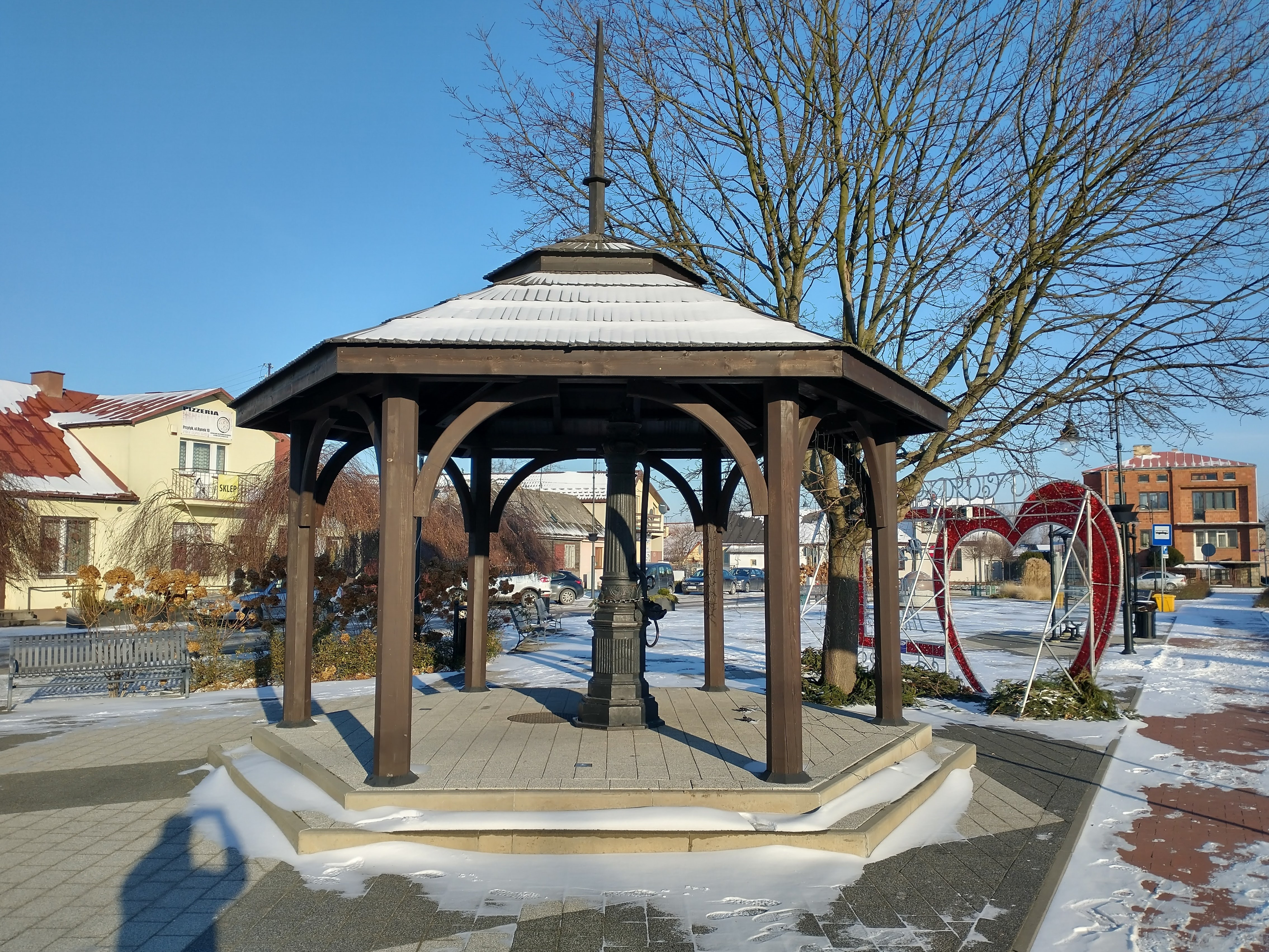
Rynek w Przytyku

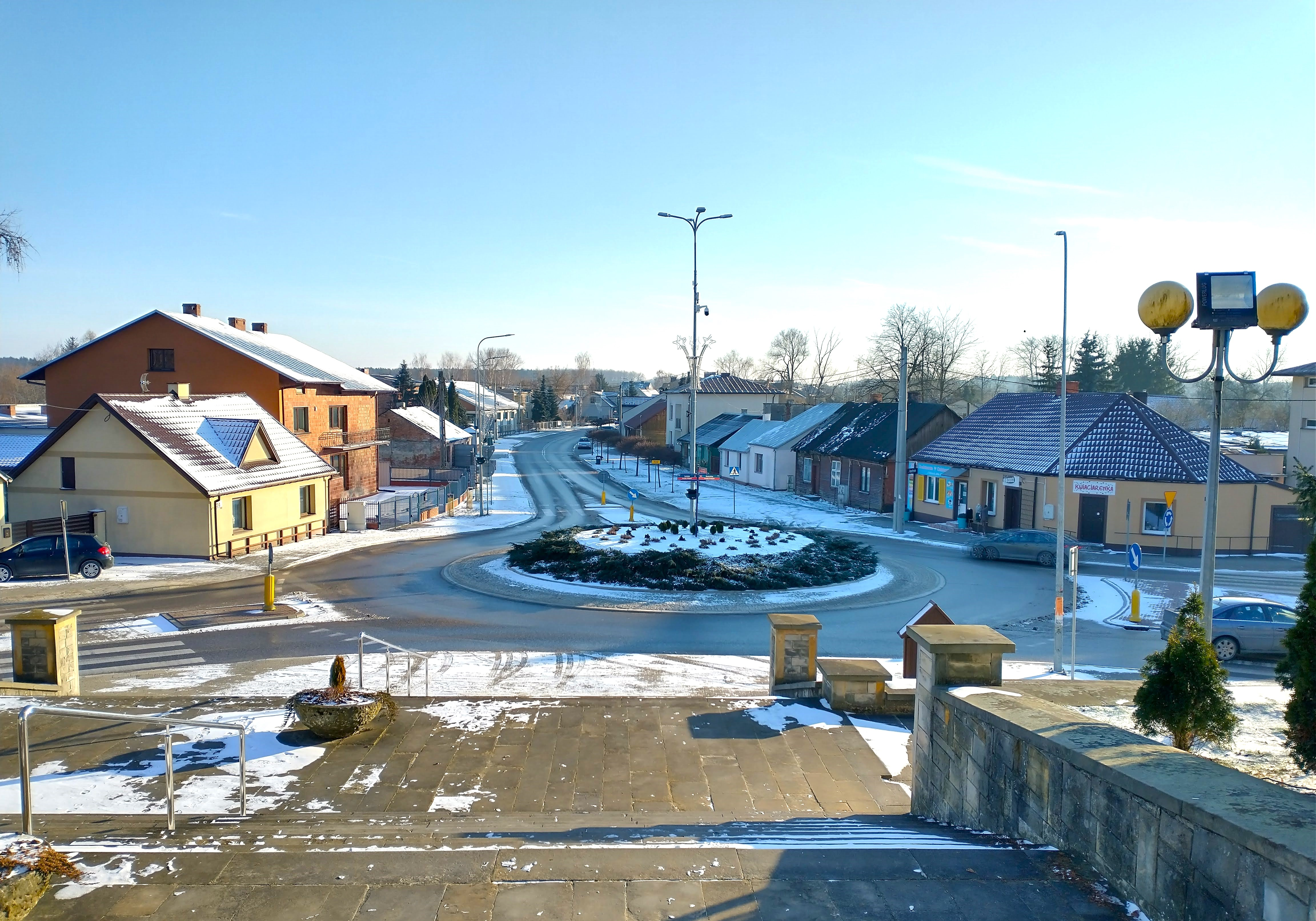
Ulica Zachęta w centrum miasta

Przytyk (jidysz: פשיטיק) – miasto w Polsce, położone w województwie mazowieckim, w powiecie radomskim, siedziba miejsko-wiejskiej gminy Przytyk. Leży nad rzeką Radomką w odległości 17 km od Radomia.
Uzyskał lokację miejską około 1488 roku. Jako prywatne miasto szlacheckie, położony był w drugiej połowie XVI wieku w powiecie radomskim województwa sandomierskiego. Został pozbawiony praw miejskich 13 stycznia 1870 i włączony do gminy Podgajek w powiecie radomskim, którą przekształcono w gminę Przytyk. W latach 1870–1954 siedziba wiejskiej gminy Przytyk, 1954–1972 gromady Przytyk, a od 1973 reaktywowanej gminy Przytyk. W latach 1975–1998 należał administracyjnie do województwa radomskiego. 1 stycznia 2024 odzyskał status miasta.
Według danych GUS z 1 stycznia 2024 r. miasto liczyło 904 mieszkańców, będąc 106. najludniejszym miastem w województwie.

## Historia
Przytyk od początku istnienia należał do rodziny Podlodowskich herbu Janina, których siedzibą był Zameczek (dawniej zwany Ostrów). Miasto Przytyk zostało założone w 1333 roku przez Piotra z Podlodowa.
W 1488 roku otrzymało przywilej organizowania dwóch dorocznych jarmarków i cotygodniowych targów w dni poniedziałkowe, nadany przez króla Kazimierza Jagiellończyka na Sejmie w Radomiu. Tradycja cotygodniowych targów poniedziałkowych przetrwała przez ponad 500 lat do czasów dzisiejszych.
Duży wpływ na handlową atrakcyjność Przytyka miało jego położenie. Leżał on na skrzyżowaniu ważnych szlaków handlowych: Traktu królewskiego (Trakt Mazowiecki Warszawa–Kraków) z Traktem Wielkopolskim (Lublin – Poznań). Skrzyżowanie to było zwane środkiem lub też Pępkiem Europy. Swoje atrakcyjne położenie miasto utraciło w 1834 roku (wybudowana została szosa od Szydłowca przez Radom do Białobrzegów).
Poza rodziną Podlodowskich w historię miasta wpisała się również rodzina Kochanowskich z Sycyny. W 1570 roku odbył się tu ślub poety Jana Kochanowskiego z Dorotą Podlodowską. Miejscowość stała się własnością rodową Kochanowskich.
W 1704 roku armia króla szwedzkiego Karola XII przemaszerowała przez Przytyk udając się na wyprawę przeciwko Augustowi II. Po wojnach w XVII wieku i ogromnym pożarze w 1795 roku miasto utraciło na znaczeniu.
11 sierpnia 1831 roku walczyły tu oddziały Wittenberga z oddziałami polskimi. W 1835 Kochanowscy utracili prawa do miasta po nałożeniu kary za udział w powstaniu listopadowym.
Prawa miejskie Przytyk utracił w 1870.
Urodził się tu Wincenty Michalczewski – kapitan uzbrojenia Wojska Polskiego, Polskich Sił Zbrojnych na Zachodzie i Armii Krajowej, cichociemny.

## Historia Żydów w Przytyku
Od XVII wieku w Przytyku rozwijało się osadnictwo żydowskie. W 1921 roku Żydzi stanowili 81% ogółu mieszkańców. W XVIII wieku powstał tu kahał. Ludność żydowska trudniła się przeważnie handlem i rzemiosłem.
Działał tu klub sportowy Makabi, liczący 30 członków, Stowarzyszenie Opieki nad Chorymi, Bractwo Pogrzebowe, Kasa Pożyczkowa Gemilas Chased. Aktywne były ortodoksyjne, syjonistyczne i komunistyczne ugrupowania polityczne.
Społeczność żydowska posiadała we wsi synagogę. Usytuowana była w zachodniej części rynku. Powstała w pierwszej połowie XVII wieku. W czasie II wojny światowej została zniszczona przez Niemców.
9 marca 1936 doszło do starć ulicznych zwanych pogromem w Przytyku.
W czasie II wojny światowej Niemcy wysiedlili około 2700 Żydów do gett w Szydłowcu i Przysusze.
W 1942 roku całą wieś i okolice zamieniono na poligon niemiecki, burząc wszystkie budynki z wyjątkiem kościoła. 8 września 1944 roku Gestapo odkryło pod podłogą kościoła schowek z bronią. Wydano wówczas rozkaz zburzenia kościoła, lecz nie wykonano go z powodu sprzeciwu katolickich żołnierzy austriackich, zbliżającego się frontu i coraz częstszych akcji partyzanckich.
Lokalna społeczność powołała Towarzystwo Przyjaciół Ziemi Przytyckiej, które wydaje własny biuletyn „Ziemia Przytycka”.
Liczne szlaki rowerowe prowadzące przez gminę zainicjowane zostały przez Związek Gmin Radomka, który skupia gminy leżące nad rzeką Radomka i ma swoją siedzibę w Przytyku. W pobliżu znajduje się zbiornik wodny w Domaniowie o powierzchni ponad 500 hektarów.

## Gospodarka
W Przytyku uprawiana jest papryka oraz organizowane są Ogólnopolskie Targi Papryki skupiające producentów i handlowców tego warzywa.
Ważniejszych zakłady pracy funkcjonujące w Gminie:
- Zakład Drzewny Gajewski – producent parkietów, mozaiki i innych wyrobów z drewna.
- Zakład Mięsny TED – producent wędlin.
- Hurtownia okien i materiałów budowlanych Okno-Bud.

W gminie istnieją gospodarstwa agroturystyczne zrzeszone w Stowarzyszeniu Gospodarstw Agroturystycznych Zalew Domaniów.

## Oświata
Przytyk jest Gminnym Centrum Oświatowym (szkoła podstawowa, gimnazjum).

## Zabytki
Wybudowany w XX wieku kościół pod wezwaniami Znalezienia Krzyża Świętego, w stylu barokowo-renesansowym projektu architekta warszawskiego Stefana Szyllera. W prezbiterium znajduje się fresk Znalezienia Krzyża Świętego namalowany przez malarza Jana Henryka Rosena. Ze względu na właściwą sobie symbolikę i oryginalne miejsce jest jedyną osobliwością świątyni.
W miejscowości Oblas znajduje się w dużym stopniu zdewastowany dwór z XIX wieku z zabytkowym spichlerzem.
W odległości 3 kilometrów od Przytyka w miejscowości Zameczek usytuowany jest dwór z połowy XIX wieku projektu Franciszka Marii Lanciego.
Najstarszą budowlą w okolicy jest wybudowany w 1420 roku kościół pod wezwaniem Świętego Wawrzyńca we Wrzosie, rozbudowany na początku XX wieku. Na cmentarzu w Przytyku przy kościele parafialnym znajdują się cztery kamienne płyty z XVI wieku, poświęcone m.in. Katarzynie Białaczowskiej, żonie Wawrzyńca Podlodowskiego oraz Lupie Podlodowskiemu, teściowi Jana Kochanowskiego. Przy kościele stoi pomnik nagrobny z amforą na szczycie Ignacego Dzianotta (zm. 22 grudnia 1824), sędziego pokoju powiatu radomskiego.
W dzielnicy Piaski znajduje się cmentarz żydowski, na którym zachowało się jeszcze kilka macew – płyt nagrobnych. To jedyny ślad po licznej tutaj przed II wojną światową mniejszości żydowskiej.